# Bruinvleugeldwerguil
De bruinvleugeldwerguil (Glaucidium castanopterum) is een vogel uit de familie van de uilen.

## Verspreiding en leefgebied
Deze soort komt voor op Java en Bali.

## Status
De grootte van de populatie is niet gekwantificeerd maar de soort zou plaatselijk algemeen zijn. Op de Rode lijst van de IUCN heeft deze soort de status niet bedreigd.